# Крихкість

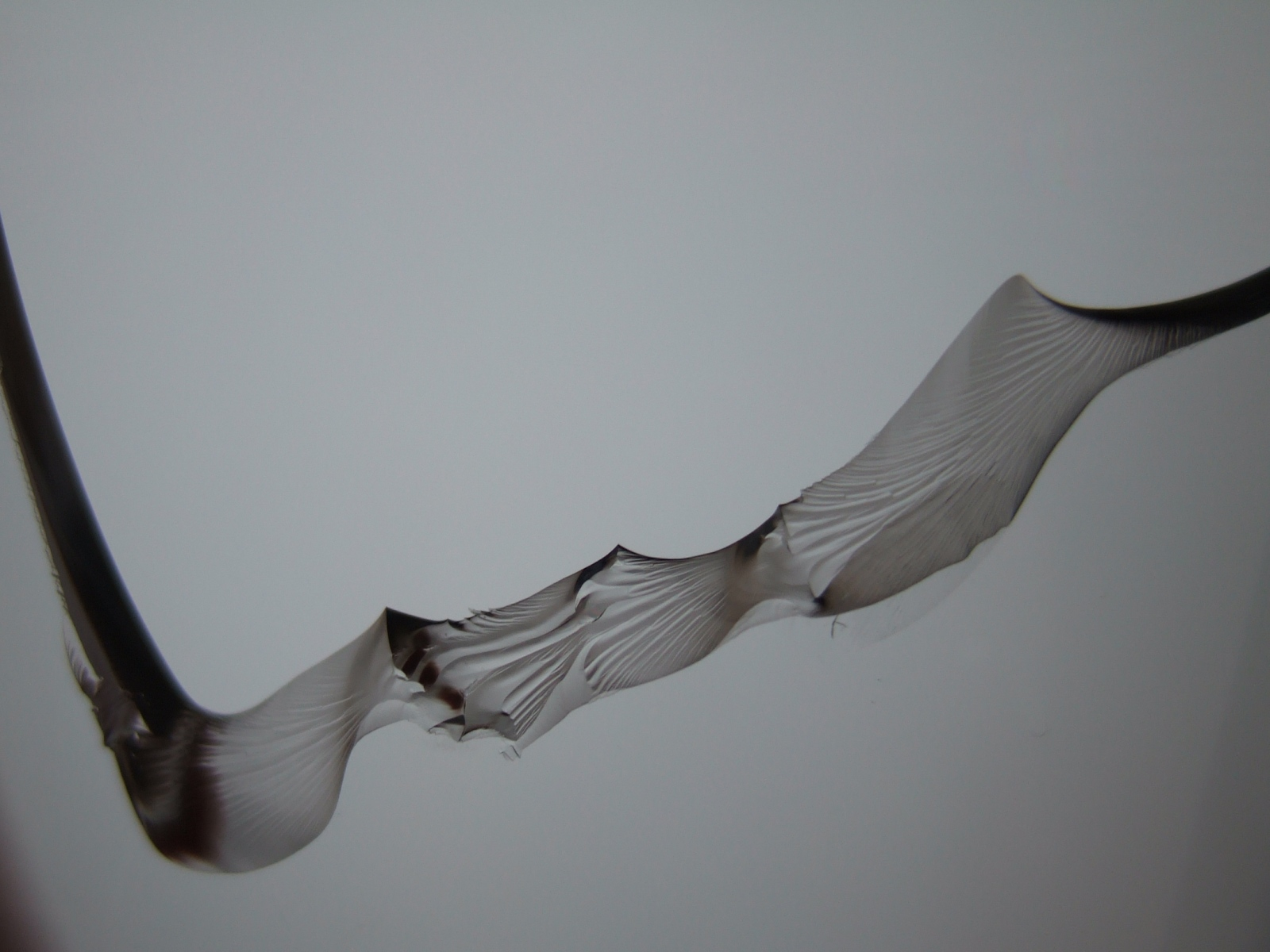
Руйнування (тріщина) крихкого скла

Кри́хкість (англ. brittleness, нім. Sprödigkeit f, Brüchigkeit f, Zerbrechlichkeit f) — властивість матеріалу руйнуватися без помітної пластичної деформації.
Утворення крихкої тріщини і розвиток процесу крихкого руйнування пов'язані з появою малих локальних зон пластичної деформації. Відносні частки пружної і пластичної деформацій при крихкому руйнуванні залежать від властивостей матеріалу (характеру міжатомних і міжмолекулярних зв'язків, мікро- і кристалічної структури), швидкості зростання навантаження та виду напруженого стану.
Умовою зростання крихкої тріщини є порушення рівноваги між енергією пружної деформації, що звільняється при цьому, і приростом повної поверхневої енергії (включаючи і роботу пластичної деформації тонкого шару, що примикає до краю тріщини). Крихка міцність елементу з тріщиною обернено пропорційна {\displaystyle {\sqrt {l}}}, де l — половина довжини тріщини.
До неметалічних крихких матеріалів належать скло, камені, бетон, кераміка, вогнетриви та інші матеріали, для яких не характерна пластична деформація. Такі матеріали за особливостями їх механічної поведінки (ступеня непружності) поділяють на крихкі — пружнодеформовані до руйнування та відносно крихкі — непружнодеформовані до руйнування. При цьому як класифікаційний параметр використовують характеристику їх механічної поведінки — міру крихкості χ , що становить для крихких матеріалів χ =1, для відносно крихких — 0<χ<1).